# Zbigniew Żabski
Zbigniew Żabski (ur. 1906, zm. 23 października 1993 w Montrealu) – polski inżynier, pilot szybowcowy i doświadczalny. Posiadał srebrną Odznakę Szybowcową (nr 182 na świecie i nr 4 w Polsce).

## Życiorys
Ukończył studia na Politechnice Lwowskiej z tytułem inżyniera. Był członkiem Aeroklubu Lwowskiego, gdzie uzyskał uprawnienia pilota szybowcowego.
3 sierpnia 1933 roku w szkole szybowcowej Aeroklubu Lwowskiego w Czerwonym Kamieniu oblatał prototyp szybowca konstrukcji inż. Wacława Czerwińskiego CWJ bis Skaut. 29 marca 1934 roku, na lotnisku w Skniłowie uczestniczył w pierwszych lotach szybowca konstrukcji inż. Michała Blaichera B-1. Jesienią 1936 roku, na tym samym lotnisku, oblatał motoszybowiec skonstruowany w Instytucie Techniki Szybownictwa i Motoszybownictwa ITS-8, a 18 maja 1938 roku jego wersję wyczynową oznaczoną jako ITS-8W.
Jako pilot szybowcowy startował trzykrotnie w zawodach szybowcowych. Jesienią 1935 roku wystartował w III Krajowych Zawodach Szybowcowych w Ustjanowej, gdzie wyróżnił się uzyskując najlepszą sumę przelotów – 319 km i najwyższą wysokość lotu – 2640 metrów. W 1936 roku wziął udział w IV Krajowych Zawodach Szybowcowych w Ustjanowej, gdzie zajął pierwsze miejsce na szybowcu SG-3 bis. W lipcu 1937 roku, jako członek reprezentacji Polski, wystartował na szybowcu CW-5 bis/35 w szybowcowych mistrzostwach świata w Rhön na górze Wasserkruppe, podczas których zajął ósme miejsce w klasyfikacji generalnej. Podczas tych zawodów otrzymał nagrodę ufundowaną przez Hermann Göringa za najwyższą wysokość (3295 m nad poziom morza). Ustanowił dwa szybowcowe rekordy Polski: przewyższenie 2540 m i w przelocie docelowym.
W sierpniu 1937 roku wystartował na szybowcu PWS-101 w V Zawodach Szybowcowych w Inowrocławiu, gdzie zajął drugie miejsce.
18 maja 1939 roku na lotnisku w Skniłowie oblatał prototyp szybowca PWS-102 Rekin.
Po wybuchu II wojny światowej został ewakuowany do Francji, gdzie pracował w firmie Oleander produkującej podwozia i instalacje hydrauliczne do samolotów. Po upadku Francji ewakuował się z Marsylii do Tunezji, gdzie został aresztowany i do lutego 1941 roku przebywał w obozie El Kef. Następnie trafił do obozu karnego w Vernet i na budowę zapory wodnej w Pirenejach. Został uwolniony jesienią 1941 roku. Za pośrednictwem konsulatu Stanów Zjednoczonych w Marsylii otrzymał wizę tranzytową przez Hiszpanię i Portugalię i w 1942 roku dotarł do Kanady. Został zatrudniony w firmie Dowty Equipment of Canada zajmującej się produkcją podwozi i instalacji hydraulicznych do samolotów. W 1943 roku objął tam stanowisko głównego konstruktora.
Po zakończeniu II wojny światowej pozostał na emigracji w Kanadzie, zmarł 23 października 1993 roku w Montrealu. Został pochowany na tamtejszym cmentarzu.